# Llista d'especialitats 12 de la Nomenclatura de la UNESCO
Llista d'especialitats del camp 12 (Matemàtiques) de la Nomenclatura de la UNESCO:
| Disciplina                       | Codi    | Especialitat                                                 |
| -------------------------------- | ------- | ------------------------------------------------------------ |
| 1201 Àlgebra                     | 1201.01 | Geometria algebraica                                         |
| 1201 Àlgebra                     | 1201.02 | Teoria axiomàtica de conjunts                                |
| 1201 Àlgebra                     | 1201.03 | Teoria de categories                                         |
| 1201 Àlgebra                     | 1201.04 | Àlgebra diferencial                                          |
| 1201 Àlgebra                     | 1201.05 | Cossos i anells, àlgebres                                    |
| 1201 Àlgebra                     | 1201.06 | Grup, generalitats                                           |
| 1201 Àlgebra                     | 1201.07 | Àlgebra homològica                                           |
| 1201 Àlgebra                     | 1201.08 | Reticles                                                     |
| 1201 Àlgebra                     | 1201.09 | Àlgebra de Lie                                               |
| 1201 Àlgebra                     | 1201.10 | Àlgebra lineal                                               |
| 1201 Àlgebra                     | 1201.11 | Teoria de matrius                                            |
| 1201 Àlgebra                     | 1201.12 | Àlgebres no associatives                                     |
| 1201 Àlgebra                     | 1201.13 | Polinomis                                                    |
| 1201 Àlgebra                     | 1201.14 | Teoria de representacions                                    |
| 1201 Àlgebra                     | 1201.99 | Altres (especifiqueu)                                        |
| 1202 Anàlisi i anàlisi funcional | 1202.01 | Àlgebra d'operadors                                          |
| 1202 Anàlisi i anàlisi funcional | 1202.02 | Teoria de l'aproximació                                      |
| 1202 Anàlisi i anàlisi funcional | 1202.03 | Àlgebra i espais de Banach                                   |
| 1202 Anàlisi i anàlisi funcional | 1202.04 | Càlcul de variacions                                         |
| 1202 Anàlisi i anàlisi funcional | 1202.05 | Anàlisi combinatòria                                         |
| 1202 Anàlisi i anàlisi funcional | 1202.06 | Convexitat, desigualtats                                     |
| 1202 Anàlisi i anàlisi funcional | 1202.07 | Equacions diferencials                                       |
| 1202 Anàlisi i anàlisi funcional | 1202.08 | Equacions funcionals                                         |
| 1202 Anàlisi i anàlisi funcional | 1202.09 | Funcions d'una variable complexa                             |
| 1202 Anàlisi i anàlisi funcional | 1202.10 | Funcions de variables reals                                  |
| 1202 Anàlisi i anàlisi funcional | 1202.11 | Funcions de variables complexes                              |
| 1202 Anàlisi i anàlisi funcional | 1202.12 | Anàlisi global                                               |
| 1202 Anàlisi i anàlisi funcional | 1202.13 | Anàlisi harmònica                                            |
| 1202 Anàlisi i anàlisi funcional | 1202.14 | Espais de Hilbert                                            |
| 1202 Anàlisi i anàlisi funcional | 1202.15 | Equacions integrals                                          |
| 1202 Anàlisi i anàlisi funcional | 1202.16 | Transformades integrals                                      |
| 1202 Anàlisi i anàlisi funcional | 1202.17 | Mesura, integració, àrea                                     |
| 1202 Anàlisi i anàlisi funcional | 1202.18 | Càlcul operacional                                           |
| 1202 Anàlisi i anàlisi funcional | 1202.19 | Equacions diferencials ordinàries (vegeu 1206.12)            |
| 1202 Anàlisi i anàlisi funcional | 1202.20 | Equacions diferencials en derivades parcials (vegeu 1206.13) |
| 1202 Anàlisi i anàlisi funcional | 1202.21 | Teoria del potencial                                         |
| 1202 Anàlisi i anàlisi funcional | 1202.22 | Sèries, sumabilitat                                          |
| 1202 Anàlisi i anàlisi funcional | 1202.23 | Funcions especials                                           |
| 1202 Anàlisi i anàlisi funcional | 1202.24 | Funcions subharmòniques                                      |
| 1202 Anàlisi i anàlisi funcional | 1202.25 | Espais topològics lineals                                    |
| 1202 Anàlisi i anàlisi funcional | 1202.26 | Sèries i integrals trigonométriques                          |
| 1202 Anàlisi i anàlisi funcional | 1202.99 | Altres (especifiqueu)                                        |
| 1203 Ciències de la computació   | 1203.01 | Computabilitat                                               |
| 1203 Ciències de la computació   | 1203.02 | Llenguatges algorítmics                                      |
| 1203 Ciències de la computació   | 1203.03 | Càlcul analògic                                              |
| 1203 Ciències de la computació   | 1203.04 | Intel·ligència artificial                                    |
| 1203 Ciències de la computació   | 1203.05 | Sistemes automatitzats de producció                          |
| 1203 Ciències de la computació   | 1203.06 | Sistemes automatitzats de control de qualitat                |
| 1203 Ciències de la computació   | 1203.07 | Models causals                                               |
| 1203 Ciències de la computació   | 1203.08 | Codis i sistemes de codificació                              |
| 1203 Ciències de la computació   | 1203.09 | Disseny assistit per ordinador (vegeu 3304.06)               |
| 1203 Ciències de la computació   | 1203.10 | Ensenyament assistit per ordinador                           |
| 1203 Ciències de la computació   | 1203.11 | Programari d'ordinadors                                      |
| 1203 Ciències de la computació   | 1203.12 | Bancs de dades                                               |
| 1203 Ciències de la computació   | 1203.13 | Càlcul digital                                               |
| 1203 Ciències de la computació   | 1203.14 | Sistemes de control de l'entorn                              |
| 1203 Ciències de la computació   | 1203.15 | Heurística                                                   |
| 1203 Ciències de la computació   | 1203.16 | Computació híbrida                                           |
| 1203 Ciències de la computació   | 1203.17 | Informàtica                                                  |
| 1203 Ciències de la computació   | 1203.18 | Sistemes d'informació, disseny i components                  |
| 1203 Ciències de la computació   | 1203.19 | Control d'inventaris                                         |
| 1203 Ciències de la computació   | 1203.20 | Sistemes de control mèdic                                    |
| 1203 Ciències de la computació   | 1203.21 | Sistemes de navegació i telemetria de l'espai                |
| 1203 Ciències de la computació   | 1203.22 | Sistemes de control de producció                             |
| 1203 Ciències de la computació   | 1203.23 | Llenguatges de programació (vegeu 5701.04)                   |
| 1203 Ciències de la computació   | 1203.24 | Teoria de la programació                                     |
| 1203 Ciències de la computació   | 1203.25 | Disseny de sistemes sensors                                  |
| 1203 Ciències de la computació   | 1203.26 | Simulació                                                    |
| 1203 Ciències de la computació   | 1203.99 | Altres (especifiqueu)                                        |
| 1204 Geometria                   | 1204.01 | Geometria afí                                                |
| 1204 Geometria                   | 1204.02 | Varietats complexes                                          |
| 1204 Geometria                   | 1204.03 | Dominis convexos                                             |
| 1204 Geometria                   | 1204.04 | Geometria diferencial                                        |
| 1204 Geometria                   | 1204.05 | Problemes de contorn                                         |
| 1204 Geometria                   | 1204.06 | Geometria euclidiana                                         |
| 1204 Geometria                   | 1204.07 | Geometries finites                                           |
| 1204 Geometria                   | 1204.08 | Fonaments                                                    |
| 1204 Geometria                   | 1204.09 | Geometries no euclidianes                                    |
| 1204 Geometria                   | 1204.10 | Geometria projectiva                                         |
| 1204 Geometria                   | 1204.11 | Geometria de Riemann                                         |
| 1204 Geometria                   | 1204.12 | Anàlisi tensorial                                            |
| 1204 Geometria                   | 1204.99 | Altres (especifiqueu)                                        |
| 1205 Teoria de nombres           | 1205.01 | Teoria algebraica de nombres                                 |
| 1205 Teoria de nombres           | 1205.02 | Teoria analítica de nombres                                  |
| 1205 Teoria de nombres           | 1205.03 | Problemes diofàntics                                         |
| 1205 Teoria de nombres           | 1205.04 | Teoria de nombres elemental                                  |
| 1205 Teoria de nombres           | 1205.05 | Geometria dels nombres                                       |
| 1205 Teoria de nombres           | 1205.99 | Altres (especifiqueu)                                        |
| 1206 Anàlisi numèrica            | 1206.01 | Construcció d'algorismes                                     |
| 1206 Anàlisi numèrica            | 1206.02 | Equacions diferencials                                       |
| 1206 Anàlisi numèrica            | 1206.03 | Anàlisi d'errors                                             |
| 1206 Anàlisi numèrica            | 1206.04 | Equacions funcionals                                         |
| 1206 Anàlisi numèrica            | 1206.05 | Equacions integrals                                          |
| 1206 Anàlisi numèrica            | 1206.06 | Equacions integro-diferencials                               |
| 1206 Anàlisi numèrica            | 1206.07 | Interpolació, aproximació i ajustament de corbes             |
| 1206 Anàlisi numèrica            | 1206.08 | Métodes iteratius                                            |
| 1206 Anàlisi numèrica            | 1206.09 | Equacions lineals                                            |
| 1206 Anàlisi numèrica            | 1206.10 | Matrius                                                      |
| 1206 Anàlisi numèrica            | 1206.11 | Diferenciació numérica                                       |
| 1206 Anàlisi numèrica            | 1206.12 | Equacions diferencials ordinaries (vegeu 1202.19)            |
| 1206 Anàlisi numèrica            | 1206.13 | Equacions diferencials en derivades parcials (vegeu 1202.20) |
| 1206 Anàlisi numèrica            | 1206.14 | Quadratura                                                   |
| 1206 Anàlisi numèrica            | 1206.99 | Altres (especifiqueu)                                        |
| 1207 Investigació d'operacions   | 1207.01 | Anàlisi d'activitats                                         |
| 1207 Investigació d'operacions   | 1207.02 | Sistemes de control                                          |
| 1207 Investigació d'operacions   | 1207.03 | Cibernètica                                                  |
| 1207 Investigació d'operacions   | 1207.04 | Distribució i transport                                      |
| 1207 Investigació d'operacions   | 1207.05 | Programació dinàmica                                         |
| 1207 Investigació d'operacions   | 1207.06 | Teoria de jocs (vegeu 1209.04)                               |
| 1207 Investigació d'operacions   | 1207.07 | Programació entera                                           |
| 1207 Investigació d'operacions   | 1207.08 | Inventaris                                                   |
| 1207 Investigació d'operacions   | 1207.09 | Programació lineal                                           |
| 1207 Investigació d'operacions   | 1207.10 | Xarxes de flux                                               |
| 1207 Investigació d'operacions   | 1207.11 | Programació no lineal                                        |
| 1207 Investigació d'operacions   | 1207.12 | Cues                                                         |
| 1207 Investigació d'operacions   | 1207.13 | Planificació                                                 |
| 1207 Investigació d'operacions   | 1207.14 | Formulació de sistemes                                       |
| 1207 Investigació d'operacions   | 1207.15 | Fiabilitat de sistemes                                       |
| 1207 Investigació d'operacions   | 1207.99 | Altres (especifiqueu)                                        |
| 1208 Probabilitat                | 1208.01 | Matemàtiques actuarials                                      |
| 1208 Probabilitat                | 1208.02 | Teoria analítica de la probabilitat                          |
| 1208 Probabilitat                | 1208.03 | Aplicació de la probabilitat                                 |
| 1208 Probabilitat                | 1208.04 | Fonaments de la probabilitat                                 |
| 1208 Probabilitat                | 1208.05 | Teoremes del límit                                           |
| 1208 Probabilitat                | 1208.06 | Processos de Markov                                          |
| 1208 Probabilitat                | 1208.07 | Plausibilitat                                                |
| 1208 Probabilitat                | 1208.08 | Processos estocàstics (vegeu 1209.11)                        |
| 1208 Probabilitat                | 1208.09 | Probabilitat subjectiva                                      |
| 1208 Probabilitat                | 1208.99 | Altres (especifiqueu)                                        |
| 1209 Estadística                 | 1209.01 | Estadística analítica                                        |
| 1209 Estadística                 | 1209.02 | Càlcul en estadística                                        |
| 1209 Estadística                 | 1209.03 | Anàlisi de dades                                             |
| 1209 Estadística                 | 1209.04 | Teoria i processos de decisió (vegeu 1207.06)                |
| 1209 Estadística                 | 1209.05 | Anàlisi i disseny d'experiments                              |
| 1209 Estadística                 | 1209.06 | Métodes de distribució lliure i no paramètrica               |
| 1209 Estadística                 | 1209.07 | Teoria de la distribució i probabilitat                      |
| 1209 Estadística                 | 1209.08 | Fonaments de la inferència estadística (vegeu 1208.08)       |
| 1209 Estadística                 | 1209.09 | Anàlisi multivariant                                         |
| 1209 Estadística                 | 1209.10 | Teoria i tècniques de mostreig                               |
| 1209 Estadística                 | 1209.11 | Teoria estocàstica i anàlisi de sèries temporals             |
| 1209 Estadística                 | 1209.12 | Tècniques d'associació estadística                           |
| 1209 Estadística                 | 1209.13 | Tècniques d'inferència estadística                           |
| 1209 Estadística                 | 1209.14 | Tècniques de predicció estadística                           |
| 1209 Estadística                 | 1209.15 | Sèries temporals                                             |
| 1209 Estadística                 | 1209.99 | Altres (especifiqueu)                                        |
| 1210 Topologia                   | 1201.01 | Espais abstractes                                            |
| 1210 Topologia                   | 1210.02 | Cohomologia                                                  |
| 1210 Topologia                   | 1210.03 | Varietats diferencials                                       |
| 1210 Topologia                   | 1210.04 | Espais fibrats                                               |
| 1210 Topologia                   | 1210.05 | Topologia general                                            |
| 1210 Topologia                   | 1210.06 | Homologia                                                    |
| 1210 Topologia                   | 1210.07 | Homotopia                                                    |
| 1210 Topologia                   | 1210.08 | Grups de Lie                                                 |
| 1210 Topologia                   | 1210.09 | Topologia lineal d'entorns                                   |
| 1210 Topologia                   | 1210.10 | Topologia quasilineal                                        |
| 1210 Topologia                   | 1210.11 | Topologia tridimensional                                     |
| 1210 Topologia                   | 1210.12 | Grups topològics                                             |
| 1210 Topologia                   | 1210.13 | Dinàmica topològica                                          |
| 1210 Topologia                   | 1210.14 | Recobriments topològics                                      |
| 1210 Topologia                   | 1210.15 | Varietats topològiques                                       |
| 1210 Topologia                   | 1210.16 | Grups de transformació                                       |
| 1210 Topologia                   | 1210.99 | Altres (especifiqueu)                                        |
| 1299 Altres                      |         |                                                              |